# Lion Truck Racing
El Lion Truck Racing es un equipo francés de automovilismo que compite en la modalidad de carreras de camiones. Fundado por Patrick Folléas en 2012, el nombre del equipo proviene de la ciudad francesa donde fue fundado y donde está su sede, Lyon.
El equipo, actualmente, es propiedad de la esposa de Patrick Folléas, Maryline, ya que Patrick falleció en enero de 2020.
El equipo se caracteriza por correr con camiones amarillos que tienen la silueta de perfil de una cabeza de león rugiendo en las puertas. Miembros importantes del equipo son Pascal Calas, el jefe de ingenieros, y Jonathan André, el mánager del equipo.

## Historia
El equipo fue fundado en 2012 en la ciudad francesa de Lyon. En su primera temporada compite con un camión MAN  en el Campeonato de Francia de Carreras de Camiones con la piloto alemana Steffi Halm. Ese año consiguen la gesta de proclamarse campeones de Francia. Además, debutaron en el Campeonato de Europa de Carreras de Camiones (ETRC) con tres camiones, corriendo un GP cada uno de ellos. Jean-Phillipe Beloc corrió la cuarta ronda (en el Circuito de Nogaro, puntuando en dos carreras). Por su parte, en la sexta ronda (en el Circuito de Nürburgring corrieron con Steffi Halm y Ludovic Faure, campeón en 1998. Estos dos últimos no pudieron puntuar ya que la FIA solo lo permite al piloto que haya competido en alguna de las primeras 5 rondas.
Al año siguiente repiten el título conseguido el año anterior, de nuevo con Steffi Halm. Además, vuelven al (ETRC), con Steffi Halm, y con un programa parcial de seis grandes premios. Finalizó decimoquinta en la general. Además, corrieron en el campeonato de equipos en alianza con el equipo francés Team Robineau, que corría con  Jérémy Robineau, finalizando en sexta (de ocho) posición.
En 2014 el equipo corre en el europeo de camiones teniendo a Steffi Halm como piloto a tiempo completo. Logró acabar en décima posición de la general del ETRC con un camión MAN. El equipo tuvo un segundo camión en el que se alternaron Javier Marizcurrena y Jean-Piere Blaise. Mariezcurrena corrió los Grandes Premios celebrados en España y en Francia (cuatro en total), y Blaise disputó los de Zolder Y Nürburgring. En el campeonato por equipos del ETRC, finalizaron en sexta posición (de ocho). Además, corrieron a tiempo completo en el Campeonato de Francia con Artur Ardavichus, quien también corrió un GP del Europeo, en Navarra.
Al año siguiente, en 2015, el equipo cambia de piloto, ocupando el lugar de Steffi Halm el francés Anthony Janiec. Éste acabó en séptima posición de la general de pilotos del ETRC con la victoria en la cuarta carrera en Nogaro como momento cumbre, ya que supuso la primera victoria del equipo a nivel europeo. En el campeonato por equipo participaron junto al equipo húngaro Oxxo  Truck Racing Team, donde corría el piloto que fue campeón, Norbert Kiss. Finalizaron segundos a tan solo 42 puntos del equipo Buggyra. En el Campeonato de Francia corrieron con Jean-Claude Labadie y con el veterano Noël Crozier.
En 2016, el equipo participó al mismo tiempo en el Campeonato de Francia de Carreras de Camiones y en el ETRC. En el francés, en el que participaron a tiempo parcial, Janiec consiguió la victoria en las ocho carreras que disputó del campeonato. A nivel europeo, el equipo alineó dos camiones, uno a tiempo completo para Janiec, y otro a tiempo parcial, para Jean-Claude Labadie. Janiec finalizó sexto (su mejor resultado hasta la fecha) en el campeonato de pilotos, consiguiendo una victoria en la cuarta carrera en el Circuito del Jarama. Labadie, por su parte, solo corrió dos rondas de las nueve que tuvo el campeonato, en Misano y Nürburgring. Finalizó en vigésimo primera posición, sin puntos, y con un duodécimo puesto como mejor resultado. En el campeonato por equipos, al no tener dos camiones corriendo a tiempo completo, establecieron una alianza con el piloto alemán Sascha Lenz, finalizando en cuarta posición (de cinco).
En 2017 el equipo decidió centrarse en el campeonato nacional en el que corrieron con tres camiones a tiempo completo y otros dos a tiempo parcial, todos ellos MAN a excepción de uno, que era Renault. No obstante, también participaron en el ETRC y, además, debutaron en el Campeonato Británico de Carreras de Camiones, siempre siendo Janiec el piloto. En el campeonato francés, consiguieron su tercer título, el primero con Janiec como piloto. Ganaron 16 de las 20 carreras de la temporada (15 Janiec y 1 el jovencísimo Téo Calvet, quien debutaba ese año en carreras de camiones). Sus pilotos a tiempo completo acabaron primero, octavo y undécimo. En el británico, corrieron el Gran Premio celebrado en Donington Park, ganando tres de las cuatro carreras. En el europeo, participaron en tres de las cuatro carreras del Gran Premio de Nürburing (la cuarta se canceló), consiguiendo dos pódiums, un segundo y un tercero, además de un sexto puesto. Todo ello situó a Janiec en la decimotercera posición de la general.
En 2018 corrieron con dos camiones a tiempo completo en el campeonato de Francia. Anthony Janiec conquistó su segundo título (el cuarto para el equipo) ganando 13 carreras, incluyendo las cuatro de Nogaro y las cuatro de Le Mans, mientras que Calvet finalizó cuarto en la general ganando una carrera. En el ETRC, Janiec corrió tres de los ocho Grandes Premios, en Misano, Nürburgring y Jarama, mientras que Calvet hizo su debut europeo en Nürburgring. Janiec finalizó duodécimo en la general, destacando la victoria en la cuarta carrera de Nürburgring. También consiguió un pódium (un tercer puesto) en Misano. Por su parte, Calvet no puntuó en todo el gran premio, tuvo como mejor resultado un decimoquinto puesto y finalizó en 26.ª posición en la general. No obstante, subió al podio en la categoría de la Grammer Truck Cup, ya que consiguió un tercer puesto en la segunda carrera de Nürburgring. Finalizó en decimocuarta posición (la última) entre los pilotos de la Grammer Truck Cup.
En 2019 volvieron a disputar el campeonato francés con Janiec y Calvet a tempo completo. Janiec se coronó por tercera vez ganando diez carreras, mientras que Calvet se proclamó campeón junior ganando dos carreras. Además, finalizó tercero en la general. En el europeo, Janiec corrió cuatro grandes premios (Misano, Nürburgring, Most y Jarama), en los que consiguió un podio (un tercer puesto en Misano) que le hicieron ser decimotercero en la general. Calvet solo corrió, como en 2018, en Nürburgring, donde tuvo un decimosegundo lugar como mejor resultado. Sin puntos, acabó 24.º en la general. En la Grammer Truck Cup consiguió dos podios (dos terceros puestos), y acabó undécimo en la general.
En 2020, Calvet salió del equipo para correr a tiempo completo para el equipo Buggyra en el ETRC. Además, el equipo tuvo que hace frente al fallecimiento de su propietario, Patrick Folléas, quien falleció en enero. El equipo decidió correr con un camión ese año, ya que, con la salida de Calvet, vendieron su camión. Sin embargo, ese camión correría en el ETRC a tiempo completo, en el que el piloto será Janiec, y en el campeonato francés, también a tiempo completo, en el que el piloto será Sarah Bovy. El equipo rindió bien en el ETRC hasta que éste fue cancelado, pues en todas las carreras en las que participó, Janiec sumó puntos, incluyendo un podium en la cuarta carrera en Hungaroring.

## Resultados

### Resultados en el Campeonato de equipos del ETRC
| Año  | Vehículo | Pilotos                                 | Pos. |
| ---- | -------- | --------------------------------------- | ---- |
| 2013 | MAN      | Stephanie Halm                          | 6    |
| 2014 | MAN      | Stephanie Halm                          | 6    |
| 2014 | MAN      | Javier Mariezcurrena-Jean-Pierre Blaise | 6    |
| 2015 | MAN      | Anthony Janiec                          | 2    |
| 2016 | MAN      | Anthony Janiec                          | 4    |

### Resultados de sus pilotos en el Campeonato de Europa de Carreras de Camiones
| Año  | Camión | N.º | Pilotos              | 1       | 1       | 1       | 1       | 2       | 2       | 2       | 2       | 3      | 3       | 3      | 3      | 4       | 4       | 4       | 4       | 5      | 5       | 5      | 5      | 6       | 6      | 6       | 6       | 7      | 7       | 7       | 7       | 8       | 8       | 8       | 8       | 9      | 9       | 9       | 9       | 10    | 10    | 10    | 10    | 11  | 11  | 11  | 11  | Posición | Puntos |
| ---- | ------ | --- | -------------------- | ------- | ------- | ------- | ------- | ------- | ------- | ------- | ------- | ------ | ------- | ------ | ------ | ------- | ------- | ------- | ------- | ------ | ------- | ------ | ------ | ------- | ------ | ------- | ------- | ------ | ------- | ------- | ------- | ------- | ------- | ------- | ------- | ------ | ------- | ------- | ------- | ----- | ----- | ----- | ----- | --- | --- | --- | --- | -------- | ------ |
| 2012 | MAN    | 29  | Jean-Philippe Belloc | EST     | EST     | EST     | EST     | MIS     | MIS     | MIS     | MIS     | JAR    | JAR     | JAR    | JAR    | NOG 10  | NOG 14  | NOG Ret | NOG 6   | DON    | DON     | DON    | DON    | NUR     | NUR    | NUR     | NUR     | SMO    | SMO     | SMO     | SMO     | MOS     | MOS     | MOS     | MOS     | ZOL    | ZOL     | ZOL     | ZOL     | JAR   | JAR   | JAR   | JAR   | LMS | LMS | LMS | LMS | 20.º     | 6      |
| 2012 | MAN    | 44  | Stphanie Halm        | EST     | EST     | EST     | EST     | MIS     | MIS     | MIS     | MIS     | JAR    | JAR     | JAR    | JAR    | NOG     | NOG     | NOG     | NOG     | DON    | DON     | DON    | DON    | NUR 14  | NUR 20 | NUR 10  | NUR 8   | SMO    | SMO     | SMO     | SMO     | MOS     | MOS     | MOS     | MOS     | ZOL    | ZOL     | ZOL     | ZOL     | JAR   | JAR   | JAR   | JAR   | LMS | LMS | LMS | LMS | -        | -      |
| 2012 | MAN    | 66  | Ludovic Faure        | EST     | EST     | EST     | EST     | MIS     | MIS     | MIS     | MIS     | JAR    | JAR     | JAR    | JAR    | NOG     | NOG     | NOG     | NOG     | DON    | DON     | DON    | DON    | NUR 10  | NUR 8  | NUR 12  | NUR 9   | SMO    | SMO     | SMO     | SMO     | MOS     | MOS     | MOS     | MOS     | ZOL    | ZOL     | ZOL     | ZOL     | JAR   | JAR   | JAR   | JAR   | LMS | LMS | LMS | LMS | -        | -      |
| 2013 | MAN    | 44  | Stphanie Halm        | MIS 12  | MIS 13  | MIS 11  | MIS 11  | NAV 11  | NAV 8   | NAV 10  | NAV 8   | NOG 10 | NOG 13  | NOG 15 | NOG 15 | RBR 9   | RBR 9   | RBR 10  | RBR Ret | NUR    | NUR     | NUR    | NUR    | SMO     | SMO    | SMO     | SMO     | MOS 12 | MOS 8   | MOS 13  | MOS 12  | ZOL     | ZOL     | ZOL     | ZOL     | JAR 14 | JAR 11  | JAR 15  | JAR 14  | LMS   | LMS   | LMS   | LMS   |     |     |     |     | 15.º     | 16     |
| 2014 | MAN    | 20  | Javier Mariezcurrena | MIS     | MIS     | MIS     | MIS     | NAV 8   | NAV DNS | NAV 11  | NAV 9   | NOG 12 | NOG Ret | NOG 13 | NOG 11 | RBR     | RBR     | RBR     | RBR     | NUR    | NUR     | NUR    | NUR    | MOS     | MOS    | MOS     | MOS     | ZOL    | ZOL     | ZOL     | ZOL     | JAR 14  | JAR 8   | JAR 11  | JAR 9   | LMS 19 | LMS 13  | LMS 12  | LMS 11  |       |       |       |       |     |     |     |     | 15.º     | 10     |
| 2014 | MAN    | 20  | Jean-Pierre Blaise   | MIS     | MIS     | MIS     | MIS     | NAV     | NAV     | NAV     | NAV     | NOG    | NOG     | NOG    | NOG    | RBR 13  | RBR 13  | RBR 13  | RBR 12  | NUR 18 | NUR Ret | NUR 14 | NUR 12 | MOS 10  | MOS 9  | MOS 13  | MOS 11  | ZOL 16 | ZOL 9   | ZOL 8   | ZOL Ret | JAR     | JAR     | JAR     | JAR     | LMS    | LMS     | LMS     | LMS     |       |       |       |       |     |     |     |     | 17.º     | 8      |
| 2014 | MAN    | 44  | Stephanie Halm       | MIS 8   | MIS Ret | MIS 10  | MIS 7   | NAV 6   | NAV 6   | NAV 9   | NAV DNS | NOG 13 | NOG 9   | NOG 9  | NOG 10 | RBR DNS | RBR 16  | RBR 10  | RBR 10  | NUR 8  | NUR 6   | NUR 13 | NUR 9  | MOS DNS | MOS 12 | MOS 15  | MOS 10  | ZOL 8  | ZOL DNS | ZOL 11  | ZOL 8   | JAR DNS | JAR Ret | JAR DNS | JAR DNS | LMS 8  | LMS 12  | LMS 13  | LMS 10  |       |       |       |       |     |     |     |     | 10.ª     | 49     |
| 2014 | MAN    | 66  | Artur Ardavichus     | MIS     | MIS     | MIS     | MIS     | NAV DNS | NAV 12  | NAV 14  | NAV 12  | NOG    | NOG     | NOG    | NOG    | RBR     | RBR     | RBR     | RBR     | NUR    | NUR     | NUR    | NUR    | MOS     | MOS    | MOS     | MOS     | ZOL 13 | ZOL 14  | ZOL DNS | ZOL 15  | JAR     | JAR     | JAR     | JAR     | LMS    | LMS     | LMS     | LMS     |       |       |       |       |     |     |     |     | 22.º     | 0      |
| 2015 | MAN    | 8   | Anthony Janiec       | VAL 7   | VAL 15  | VAL Ret | VAL 7   | RBR 9   | RBR 9   | RBR 8   | RBR 8   | MIS 6  | MIS 3   | MIS 9  | MIS 6  | NOG 8   | NOG 2   | NOG 8   | NOG 1   | NUR 10 | NUR 10  | NUR 9  | NUR 7  | MOS 11  | MOS 12 | MOS 10  | MOS 6   | HUN 6  | HUN 6   | HUN 6   | HUN 8   | ZOL 9   | ZOL 8   | ZOL 5   | ZOL 4   | JAR 6  | JAR 8   | JAR 5   | JAR 7   | LMS 6 | LMS 7 | LMS 8 | LMS 3 |     |     |     |     | 7.º      | 191    |
| 2016 | MAN    | 8   | Anthony Janiec       | RBR 11  | RBR 8   | RBR 2   | RBR 9   | MIS 5   | MIS 11  | MIS 4   | MIS 3   | NOG 4  | NOG 5   | NOG 5  | NOG 5  | NUR 6   | NUR 5   | NUR 7   | NUR 8   | HUN 4  | HUN 2   | HUN 9  | HUN 2  | MOS 4   | MOS 11 | MOS Ret | MOS 5   | ZOL 4  | ZOL 6   | ZOL 6   | ZOL 4   | LMS 4   | LMS 6   | LMS 6   | LMS 1   | JAR 6  | JAR DSQ | JAR Ret | JAR DSQ |       |       |       |       |     |     |     |     | 6.º      | 196    |
| 2016 | MAN    | 20  | Jean-Claude Labadie  | RBR     | RBR     | RBR     | RBR     | MIS 12  | MIS DSQ | MIS DNS | MIS DNS | NOG    | NOG     | NOG    | NOG    | NUR 18  | NUR 14  | NUR 17  | NUR 15  | HUN    | HUN     | HUN    | HUN    | MOS     | MOS    | MOS     | MOS     | ZOL    | ZOL     | ZOL     | ZOL     | LMS     | LMS     | LMS     | LMS     | JAR    | JAR     | JAR     | JAR     |       |       |       |       |     |     |     |     | 21.º     | 0      |
| 2017 | MAN    | 6   | Anthony Janiec       | RBR     | RBR     | RBR     | RBR     | MIS     | MIS     | MIS     | MIS     | NUR 6  | NUR 2   | NUR 3  | NUR C  | SVK     | SVK     | SVK     | SVK     | HUN    | HUN     | HUN    | HUN    | MOS     | MOS    | MOS     | MOS     | ZOL    | ZOL     | ZOL     | ZOL     | LMS     | LMS     | LMS     | LMS     | JAR    | JAR     | JAR     | JAR     |       |       |       |       |     |     |     |     | 13.º     | 27     |
| 2018 | MAN    | 6   | Anthony Janiec       | MIS 6   | MIS 3   | MIS DNS | MIS DNS | HUN     | HUN     | HUN     | HUN     | NUR 12 | NUR 7   | NUR 8  | NUR 1  | SVK     | SVK     | SVK     | SVK     | MOS    | MOS     | MOS    | MOS    | ZOL     | ZOL    | ZOL     | ZOL     | LMS    | LMS     | LMS     | LMS     | JAR 10  | JAR 10  | JAR 11  | JAR DNS |        |         |         |         |       |       |       |       |     |     |     |     | 12.º     | 33     |
| 2018 | MAN    | 20  | Téo Calvet           | MIS     | MIS     | MIS     | MIS     | HUN     | HUN     | HUN     | HUN     | NUR 15 | NUR 18  | NUR 15 | NUR EX | SVK     | SVK     | SVK     | SVK     | MOS    | MOS     | MOS    | MOS    | ZOL     | ZOL    | ZOL     | ZOL     | LMS    | LMS     | LMS     | LMS     | JAR     | JAR     | JAR     | JAR     |        |         |         |         |       |       |       |       |     |     |     |     | 26.º     | 0      |
| 2019 | MAN    | 6   | Anthony Janiec       | MIS Ret | MIS 10  | MIS 7   | MIS 3   | HUN     | HUN     | HUN     | HUN     | SVK    | SVK     | SVK    | SVK    | NUR 8   | NUR Ret | NUR 12  | NUR 10  | MOS 12 | MOS 9   | MOS C  | MOS C  | ZOL     | ZOL    | ZOL     | ZOL     | LMS    | LMS     | LMS     | LMS     | JAR 10  | JAR 7   | JAR Ret | JAR 9   |        |         |         |         |       |       |       |       |     |     |     |     | 13.º     | 26     |
| 2019 | MAN    | 20  | Téo Calvet           | MIS     | MIS     | MIS     | MIS     | HUN     | HUN     | HUN     | HUN     | SVK    | SVK     | SVK    | SVK    | NUR 14  | NUR 12  | NUR 14  | NUR 13  | MOS    | MOS     | MOS    | MOS    | ZOL     | ZOL    | ZOL     | ZOL     | LMS    | LMS     | LMS     | LMS     | JAR     | JAR     | JAR     | JAR     |        |         |         |         |       |       |       |       |     |     |     |     | 24.º     | 0      |
| 2020 | MAN    | 66  | Anthony Janiec       | MOS DNS | MOS 10  | MOS 5   | MOS C   | HUN 7   | HUN DNS | HUN 7   | HUN 3   |        |         |        |        |         |         |         |         |        |         |        |        |         |        |         |         |        |         |         |         |         |         |         |         |        |         |         |         |       |       |       |       |     |     |     |     | -        | -      |
| 2021 | MAN    | 66  | Anthony Janiec       | HUN     | HUN     | HUN     | HUN     | MOS 6   | MOS 4   | MOS 6   | MOS 7   | ZOL    | ZOL     | ZOL    | ZOL    | LMS     | LMS     | LMS     | LMS     | JAR 9  | JAR 11  | JAR 10 | JAR 11 | MIS 6   | MIS 12 | MIS DSQ | MIS Ret |        |         |         |         |         |         |         |         |        |         |         |         |       |       |       |       |     |     |     |     | 12.º     | 33     |

### Resultados de sus pilotos en la Grammer Truck Cup del ETRC
| Año  | Camión | N.º | Pilotos    | 1   | 1   | 1   | 1   | 2   | 2   | 2   | 2   | 3     | 3     | 3     | 3      | 4     | 4     | 4     | 4     | 5   | 5   | 5   | 5   | 6   | 6   | 6   | 6   | 7   | 7   | 7   | 7   | 8   | 8   | 8   | 8   | Posición | Puntos |
| ---- | ------ | --- | ---------- | --- | --- | --- | --- | --- | --- | --- | --- | ----- | ----- | ----- | ------ | ----- | ----- | ----- | ----- | --- | --- | --- | --- | --- | --- | --- | --- | --- | --- | --- | --- | --- | --- | --- | --- | -------- | ------ |
| 2018 | MAN    | 20  | Téo Calvet | MIS | MIS | MIS | MIS | HUN | HUN | HUN | HUN | NUR 5 | NUR 3 | NUR 8 | NUR EX | SVK   | SVK   | SVK   | SVK   | MOS | MOS | MOS | MOS | ZOL | ZOL | ZOL | ZOL | LMS | LMS | LMS | LMS | JAR | JAR | JAR | JAR | 14.º     | 19     |
| 2019 | MAN    | 20  | Téo Calvet | MIS | MIS | MIS | MIS | HUN | HUN | HUN | HUN | SVK   | SVK   | SVK   | SVK    | NUR 5 | NUR 3 | NUR 4 | NUR 3 | MOS | MOS | MOS | MOS | ZOL | ZOL | ZOL | ZOL | LMS | LMS | LMS | LMS | JAR | JAR | JAR | JAR | 11.º     | 34     |

### Resultados de sus pilotos en el Campeonato de Francia de Carreras de Camiones
| Año  | Camión  | N.º | Pilotos            | 1       | 1       | 1       | 1     | 2      | 2       | 2       | 2       | 3      | 3       | 3       | 3     | 4       | 4       | 4       | 4       | 5       | 5       | 5       | 5       | 6     | 6     | 6     | 6     | Posición | Puntos |
| ---- | ------- | --- | ------------------ | ------- | ------- | ------- | ----- | ------ | ------- | ------- | ------- | ------ | ------- | ------- | ----- | ------- | ------- | ------- | ------- | ------- | ------- | ------- | ------- | ----- | ----- | ----- | ----- | -------- | ------ |
| 2017 | MAN     | 6   | Anthony Janiec     | CHR 1   | CHR 1   | CHR 1   | CHR 1 | LCS 1  | LCS 1   | LCS 1   | LCS 1   | NOG 1  | NOG 3   | NOG 1   | NOG 2 | LMS 1   | LMS 1   | LMS 1   | LMS 1   | ALB 3   | ALB Ret | ALB 6   | ALB 1   |       |       |       |       | 1.º      | 299    |
| 2017 | MAN     | 83  | Lionel Daziano     | CHR     | CHR     | CHR     | CHR   | LCS 5  | LCS 3   | LCS 5   | LCS 3   | NOG    | NOG     | NOG     | NOG   | LMS     | LMS     | LMS     | LMS     | ALB     | ALB     | ALB     | ALB     |       |       |       |       | -º       | -      |
| 2017 | MAN     | 20  | Téo Calvet         | CHR     | CHR     | CHR     | CHR   | LCS    | LCS     | LCS     | LCS     | NOG 10 | NOG 7   | NOG 6   | NOG 1 | LMS     | LMS     | LMS     | LMS     | ALB Ret | ALB 8   | ALB 5   | ALB 3   |       |       |       |       | -º       | -      |
| 2017 | MAN     | 16  | Louis Méric        | CHR 4   | CHR Ret | CHR Ret | CHR 6 | LCS 7  | LCS 5   | LCS 4   | LCS 5   | NOG 7  | NOG 5   | NOG Ret | NOG 7 | LMS Ret | LMS Ret | LMS Ret | LMS Ret | ALB DNS | ALB DNS | ALB 9   | ALB 7   |       |       |       |       | 8.º      | 102    |
| 2017 | Renault | 9   | Jean-Charles Mauri | CHR 12  | CHR 9   | CHR 12  | CHR 8 | LCS 12 | LCS Ret | LCS DNS | LCS DNS | NOG 8  | NOG Ret | NOG 7   | NOG 9 | LMS 9   | LMS Ret | LMS 11  | LMS 9   | ALB 6   | ALB 6   | ALB Ret | ALB Ret |       |       |       |       | 11.º     | 69     |
| 2018 | MAN     | 1   | Anthony Janiec     | LCS 2   | LCS 2   | LCS Ret | LCS 2 | NOG 1  | NOG 1   | NOG 1   | NOG 1   | MGC 2  | MGC 1   | MGC 1   | MGC 4 | CHR 2   | CHR 1   | CHR 1   | CHR 2   | LMS 1   | LMS 1   | LMS 1   | LMS 1   | ALB 1 | ALB C | ALB 2 | ALB 4 | 1.º      | 338    |
| 2018 | MAN     | 20  | Téo Calvet         | LCS 4   | LCS 3   | LCS 2   | LCS 5 | NOG 3  | NOG 5   | NOG 3   | NOG 4   | MGC 4  | MGC Ret | MGC 3   | MGC 5 | CHR 5   | CHR 4   | CHR DNS | CHR DNS | LMS 4   | LMS 4   | LMS 4   | LMS 4   | ALB 6 | ALB C | ALB 5 | ALB 2 | 4.º      | 218    |
| 2019 | MAN     | 1   | Anthony Janiec     | LCS 1   | LCS Ret | LCS 1   | LCS 5 | NOG 1  | NOG 3   | NOG 1   | NOG 4   | CHR 1  | CHR 4   | CHR 1   | CHR 4 | LMS 4   | LMS 1   | LMS 1   | LMS 1   | ALB 2   | ALB 3   | ALB 4   | ALB 1   |       |       |       |       | 1.º      | 276    |
| 2019 | MAN     | 20  | Téo Calvet         | LCS 3   | LCS 2   | LCS 3   | LCS 1 | NOG 4  | NOG 4   | NOG 4   | NOG 3   | CHR 3  | CHR 2   | CHR 3   | CHR 2 | LMS 2   | LMS 6   | LMS 3   | LMS 2   | ALB 3   | ALB 1   | ALB 3   | ALB 3   |       |       |       |       | 3.º      | 230    |
| 2020 | MAN     | 1   | Anthony Janiec     | NOG Ret | NOG 1   | NOG 2   | NOG 5 |        |         |         |         |        |         |         |       |         |         |         |         |         |         |         |         |       |       |       |       | -        | -      |
| 2021 | MAN     | 1   | Anthony Janiec     | CHR 2   | CHR 2   | CHR 2   | CHR 2 | NOG 1  | NOG 1   | NOG 3   | NOG 2   | ALB 2  | ALB Ret | ALB 6   | ALB 1 | LMS 1   | LMS 1   | LMS 1   | LMS 3   |         |         |         |         |       |       |       |       | 2.º      | 209    |

|}